# Regreso del Año de las Grandes Ligas de Béisbol
El premio al Regreso del Año de las Grandes Ligas de Béisbol es otorgado por las Grandes Ligas (MLB) al jugador que se considera que "resurgió en el campo de béisbol durante una temporada determinada". El premio se desarrolló en 2005 como parte de un acuerdo de patrocinio entre MLB y Viagra. En 2005 y 2006, representantes de MLB y MLB.com seleccionaron seis candidatos tanto para la Liga Americana como para la Liga Nacional y se seleccionó un ganador para cada liga a través de una encuesta en línea en MLB.com. Desde entonces, los ganadores han sido seleccionados por un panel de reporteros de la MLB. Según la estructura de votación actual, los votos del primer lugar valen cinco puntos, los votos del segundo lugar valen tres y los votos del tercer lugar valen uno, y el premio se otorga al jugador con la mayor cantidad de puntos en general. Los ganadores a menudo han superado lesiones o problemas personales en el camino hacia la temporada en que reciben el premio.
Sporting News ha otorgado un premio al Jugador Regreso del Año desde 1965, pero sus resultados no son reconocidos oficialmente por la MLB. Desde el comienzo del premio de MLB en 2005, los ganadores han sido idénticos con las siguientes excepciones: 2008 LN (MLB honró a Brad Lidge, SN honró a Fernando Tatís), 2010 LA (MLB honró a Francisco Liriano, SN honró a Vladimir Guerrero) y 2016 (SN honró a José Fernández y Mark Trumbo, MLB honró a Anthony Rendon y Rick Porcello). Francisco Liriano es la única persona en ganar el premio de MLB varias veces (2010 LA, 2013 LN) y el primero en ganarlo en cada liga.

## Ganadores de la Liga Americana
| Año  | Ganador           | Imagen | Equipo               | Posición                         | Historia del regreso |
| ---- | ----------------- | --- | -------------------- | -------------------------------- | --- |
| 2005 | Jason Giambi      | | New York Yankees     | Primera base/ Bateador designado | Giambi se sometió a una cirugía de rodilla antes de la temporada 2004. También soportó una variedad de problemas de salud durante la temporada, incluida una rodilla inflamada, una infección respiratoria, una infección por parásitos intestinales y un tumor hipofisario benigno. Como resultado, apareció en solo 80 juegos durante la temporada regular de 2004, con un promedio de bateo de .208. Regresó a los Yankees en 2005 y lideró la Liga Americana en boletos (108) y porcentaje de embasado (.440). |
| 2006 | Jim Thome         | | Chicago White Sox    | Bateador designado               | Thome sufrió múltiples lesiones en el codo durante la temporada 2005; apareció en sólo 59 juegos de temporada regular, con un promedio de bateo de .205; fue cambiado de los Filis de Filadelfia a los Medias Blancas en la temporada baja. Thome fue elegido para el Juego de Estrellas en 2006, terminando la temporada con 42 jonrones y 109 carreras impulsadas. |
| 2007 | Carlos Peña       | A man in a grey baseball uniform with "Rays" on the chest and "TB" on his blue batting helmet winces as he stops his swing.  | Tampa Bay Devil Rays | Primera base                     | Peña fue liberado por los Tigres de Detroit antes de la temporada 2006. Firmó con los Yankees de Nueva York, pero nunca apareció en un juego de Grandes Ligas para ellos y fue liberado el 16 de agosto de 2006. Finalmente, los Medias Rojas de Boston firmaron a Peña y apareció en solo 18 juegos de Grandes Ligas, pasando la mayor parte del tiempo en las ligas menores. En 2007, Peña estableció récords de franquicia de Tampa Bay en jonrones (46), carreras impulsadas (121) y boletos (103) y ganó el primer Bate de Plata de los Devil Rays. |
| 2008 | Cliff Lee         | A man in a grey baseball uniform with a blue cap throws a baseball.                                                          | Cleveland Indians    | Lanzador abridor                 | Lee lanzó 97 1⁄3 entradas en las Grandes Ligas en 2007, con marca de 5-8 y un promedio de carreras limpias (efectividad) de 6.29. Se perdió el primer mes de la temporada por una distensión abdominal y fue enviado a mitad de temporada a Buffalo Bisons de la liga menor Triple-A. En 2008, 223 1⁄3 entradas, tuvo marca de 22-3 con efectividad de 2.54 y ganó el Premio Cy Young. |
| 2009 | Aaron Hill        | A man in grey a baseball uniform with "Toronto" and "2" on the jersey and a black cap with the Toronto Blue Jays logo on it. | Toronto Blue Jays    | Segunda base                     | El 29 de mayo de 2008, Hill chocó con el excampocorto de los Azulejos David Eckstein mientras fildeaba un elevado y sufrió una conmoción cerebral grave. No regresó a las Grandes Ligas esa temporada. La lesión fue tan grave que el mánager de los Azulejos, Cito Gaston, comentó que "a veces la gente no regresa de una conmoción cerebral". Hill regresó en 2009, sin embargo, bateando 36 jonrones con 108 carreras impulsadas; lideró la Liga Americana en apariciones en el plato y formó parte del Juego de Estrellas. Hill también ganó el premio Bate de Plata como segunda base. |
| 2010 | Francisco Liriano | | Minnesota Twins      | Lanzador abridor                 | Liriano se perdió toda la temporada 2007 debido a la cirugía de Tommy John y estuvo limitado por lesiones los siguientes dos años, incluido un período en la lista de lesionados durante el 2009. En 2010, sin embargo, Liriano lanzó la segunda mayor cantidad de entradas de cualquier lanzador para los Mellizos de Minnesota, lideró al equipo en efectividad y permitió la menor cantidad de jonrones por nueve entradas de cualquier lanzador en la Liga Americana (0.4). |
| 2011 | Jacoby Ellsbury   | A young man in a grey baseball jersey wearing a batting helmet with eyeblack under his eyes.                                 | Boston Red Sox       | Jardinero                        | En 2010, Ellsbury solo jugó en 18 partidos después de romperse tres costillas en un choque con Adrián Beltré. En 2011, Ellsbury fue el primer jugador de los Medias Rojas y uno de los cuatro jugadores de Grandes Ligas (la mayor cantidad en una sola temporada) en registrar 30 jonrones y 30 bases robadas, y registró récords personales en casi todas las categorías ofensivas. El jardinero central bateó .321 con 32 jonrones, 105 impulsadas, 39 robos, 46 dobles, cinco triples y 119 carreras, y lideró las Grandes Ligas con 364 bases totales y 83 extrabases. |
| 2012 | Fernando Rodney   | | Tampa Bay Rays       | Lanzador relevista               | Rodney luchó contra la ineficacia en 2011, desperdició cuatro salvamentos y fue reemplazado por Jordan Walden como cerrador de los Angelinos de Los Ángeles de Anaheim. En 2012, Rodney se convirtió en el cerrador de los Rays después de que Kyle Farnsworth ingresara en la lista de lesionados, y compiló 48 salvamentos (el segundo mayor número en la Liga Americana, solo detrás de Jim Johnson de los Orioles de Baltimore) en 50 oportunidades mientras fue nombrado para el Juego de Estrellas y registrando un promedio de carreras limpias (ERA) de 0.60, el segundo más bajo en una sola temporada por cualquier lanzador en la historia de MLB (mínimo de 50 entradas lanzadas).                                                                             |
| 2013 | Mariano Rivera    | | New York Yankees     | Lanzador relevista               | Antes de un juego el 3 de mayo de 2012, Rivera sufrió una lesión que puso fin a su temporada al romperse el ligamento cruzado anterior (LCA) de la rodilla derecha, luego de torcerse la pierna mientras tiraba pelotas en la práctica de bateo. Creció la especulación de que la lesión terminaría con su carrera, ya que había insinuado que se retiraría en los entrenamientos de primavera, pero Rivera dijo que tenía la intención de regresar. Después de someterse a una cirugía reconstructiva del ligamento cruzado anterior, rehabilitó su pierna a tiempo para regresar para la temporada 2013, que anunció que sería la última. En su temporada de despedida, Rivera, de 43 años, salvó 44 juegos en 51 oportunidades, con efectividad de 2.11 y WHIP de 1.05. |
| 2014 | Chris Young       | | Seattle Mariners     | Lanzador abridor                 | Young no lanzó en las mayores en 2013, ya que el síndrome del opérculo torácico lo limitó a solo nueve aperturas en el sistema de ligas menores de los Nacionales de Washington. La condición era tan aguda que el dolor hizo que Young considerara retirarse, antes de que finalmente se corrigiera quirúrgicamente en la temporada baja de 2013. Liberado por los Nacionales al final del entrenamiento de primavera de 2014, Young firmó con los Marineros y experimentó un resurgimiento, siendo uno de los lanzadores abridores más confiables del equipo. Para la temporada, Young tuvo marca de 12-9 con un promedio de carreras limpias de 3.65, mientras que los Marineros terminaron a solo un juego de clasificar para la postemporada.                         |
| 2015 | Prince Fielder    | | Texas Rangers        | Bateador designado               | Fielder jugó solo 42 partidos en 2014 antes de someterse a una cirugía de cuello que puso fin a la temporada. Se recuperó con fuerza en 2015, bateando .305/.378/.463 con 23 jonrones y 98 carreras impulsadas en 158 juegos. |
| 2016 | Rick Porcello     | | Boston Red Sox       | Lanzador abridor                 | Porcello terminó 2015 con un récord de 9-15 y una efectividad de 4.92. Lanzó solo 172 entradas y tuvo una proporción de ponches por base por bolas de 3.92. En 2016, Porcello ganó el Premio Cy Young de la Liga Americana con un récord de 22–4 con una efectividad de 3.15 y lanzando 223 entradas, mientras que lideró las Grandes Ligas con una proporción de ponches por base por bolas de 5.91. |
| 2017 | Mike Moustakas    | | Kansas City Royals   | Tercera base                     | En 2016, Moustakas solo jugó en 27 juegos después de romperse el ligamento cruzado anterior en una colisión con Alex Gordon. En 2017, jugó en 148 juegos y bateó .272 con 38 jonrones, la mayor cantidad de su carrera. |
| 2018 | David Price       | | Boston Red Sox       | Lanzador abridor                 | En 2017, Price hizo solo 16 apariciones (11 aperturas) debido a lesiones en el codo, en las que tuvo marca de 6-3 con efectividad de 3.38. En 2018, tuvo marca de 16-7 con efectividad de 3.58 en 30 aperturas y fue fundamental en el eventual campeonato de la Serie Mundial de Boston. |
| 2019 | Carlos Carrasco   | | Cleveland Indians    | Lanzador                         | En 2019, a Carrasco se le diagnosticó leucemia mieloide crónica a principios de junio y se perdió tres meses durante el tratamiento antes de regresar a la acción en septiembre. |
| 2020 | Salvador Pérez    | | Kansas City Royals   | Receptor                         | Pérez se perdió toda la temporada 2019 debido a la cirugía de Tommy John. También se perdió el comienzo de los entrenamientos en julio, después de dar positivo por COVID-19, y otras tres semanas durante la temporada debido a un problema ocular persistente que causaba visión borrosa. Sin embargo, logró récords personales en promedio de bateo (.333), porcentaje de slugging (.633) y OPS (.986), mientras acumuló 11 jonrones y 32 carreras impulsadas en 37 juegos. |
| 2021 | Trey Mancini      | | Baltimore Orioles    | Outfielder                       | Mancini se perdió toda la temporada 2020 luego de que le diagnosticaran cáncer de colon en etapa III . Después de que terminó la temporada, Mancini anunció que estaba libre de cáncer y regresó a los Orioles. En 2021, conectó 21 jonrones con 71 carreras impulsadas. |
| 2022 | Justin Verlander  | | Houston Astros       | Pitcher                          | Verlander hizo una apertura en 2020 antes de ser cerrado y perderse el resto de la temporada, así como toda la temporada 2021 debido a una cirugía Tommy John. Después de perderse la mayor parte de dos años, Verlander registró un récord de 18-4, una efectividad de 1.75 líder en las Grandes Ligas, ayudó a llevar a los Astros a un campeonato de Serie Mundial y ganó el tercer Premio Cy Young de su carrera. |
| 2023 | Liam Hendriks     | | Chicago White Sox    | Lanzador                         | A Hendriks le diagnosticaron linfoma no Hodkin en etapa 4 en diciembre de 2022. Pasó por el tratamiento fuera de temporada y regresó al montículo el 29 de mayo. Su temporada de 2023 se interrumpió en agosto cuando se rompió el ligamento cruzado anterior, lo que requeriría una cirugía Tommy John. Terminó la temporada 2023 con un récord de 2-0 con un salvamento y efectividad de 5.40.. |

## Ganadores de la Liga Nacional
| Año  | Ganador           | Imagen | Equipo                | Posición                 | Historia del regreso |
| ---- | ----------------- | --- | --------------------- | ------------------------ | --- |
| 2005 | Ken Griffey Jr.   | A man in a grey baseball uniform with red sleeves and a red hat with a white "C" on it.                                     | Cincinnati Reds       | Jardinero                | Griffey experimentó varias lesiones graves entre 2000 y 2004, incluido un tendón de la corva desgarrado, un tendón de la rodilla desgarrado, un hombro dislocado y un tejido del tobillo desgarrado. Su desgarro de tendón de la corva requirió una cirugía mayor en agosto de 2004. Apareció en sólo 83 partidos en la temporada 2004. Griffey regresó en 2005, bateó .301 y conectó 35 jonrones (su mayor cantidad en una temporada desde 2000). |
| 2006 | Nomar Garciaparra | Portrait of a man wearing a blue baseball cap with "LA" on it and sunglasses over it.                                       | Los Angeles Dodgers   | Primera base             | Garciaparra se desgarró la ingle mientras salía corriendo de la caja de bateo el 20 de abril de 2005 y pasó a la lista de lesionados. No jugó en otro juego de Grandes Ligas hasta el 5 de agosto y apareció en solo 62 juegos esa temporada. En 2006, Garciaparra bateó .303, llegó al Juego de Estrellas y cometió solo cuatro errores a pesar de jugar la primera base por primera vez en su carrera. |
| 2007 | Dmitri Young      | A man in a white baseball uniform with a red baseball cap and black glove plays in the field.                               | Washington Nationals  | Primera base             | Young experimentó varios problemas personales durante la temporada 2006, incluido un divorcio, tratamiento por abuso de sustancias y depresión, y se declaró culpable de agredir a su novia. También fue liberado por los Tigres de Detroit durante la temporada, apareciendo en solo 48 juegos en la temporada 2006. Young terminó la temporada 2007 con un promedio de bateo de .320, que ocupó el octavo lugar en la Liga Nacional, y fue incluido en el equipo del Juego de Estrellas. |
| 2008 | Brad Lidge        | A man in grey pants, a blue baseball jersey, and a red baseball cap with "P" on it jogs in the field                        | Philadelphia Phillies | Lanzador relevista       | En 2006 y 2007, Lidge tuvo 14 salvamentos fallidos y un promedio de carreras limpias (efectividad) de 4.37 para los Astros de Houston. Algunos atribuyeron esta pobre actuación a un jonrón ganador conectado por Albert Pujols le pegó en la Serie de Campeonato de la Liga Nacional de 2005. En 2008, Lidge tuvo una efectividad de 1.95 y convirtió 41 salvamentos en 41 oportunidades, ganando los premios Rolaids Relief Man y DHL Delivery Man. |
| 2009 | Chris Carpenter   | A man in a grey baseball uniform stands bent over with his right leg in the air having just pitched the ball to home plate. | St. Louis Cardinals   | Lanzador abridor         | Carpenter experimentó una serie de lesiones, incluida la cirugía de codo y la cirugía de Tommy John en la temporada 2007, seguida de una cirugía de hombro en la temporada 2008, lo que le permitió lanzar sólo seis entradas en 2007 y 15 1⁄3 en 2008. En 2009, sin embargo, Carpenter registró un récord de 17–4 en 192 2⁄3 entradas con un promedio de carreras limpias (ERA) de 2.24, la efectividad más baja en la Liga Nacional ese año. |
| 2010 | Tim Hudson        | | Atlanta Braves        | Lanzador abridor         | Hudson sufrió una lesión en el codo en 2008 que requirió una cirugía de Tommy John que lo mantuvo fuera durante casi una temporada completa, regresando para comenzar un puñado de juegos a fines de 2009. En 2010, sin embargo, Hudson lanzó la temporada completa para los Bravos de Atlanta. Se ubicó entre los diez primeros de la liga en victorias (17, cuarto lugar), entradas lanzadas (228 2⁄3, cuarto), porcentaje de victorias (.654, cuarto), efectividad (2.83, sexto) y WHIP (1.15, noveno). Además, fue incluido en el Juego de Estrellas. |
| 2011 | Lance Berkman     | A man in a grey baseball uniform and a dark baseball cap jogs on grass holding a baseball glove in his right hand.          | St. Louis Cardinals   | Jardinero                | Berkman sufrió una lesión de rodilla en 2010 y bateó solo .248 en la temporada, con un OPS de .781 (el promedio de su carrera hasta el 2010 fue de .954). En 2011, Berkman se ubicó entre los 10 mejores de la Liga Nacional en porcentaje de embase (3º), boletos (4º), porcentaje de slugging (5º) y jonrones (9º). Algunos creían que Ryan Vogelsong era un fuerte candidato para el premio de 2011, y Sports Illustrated lo llamó el "candidato principal" a fines de junio. El periodista Rob Neyer dijo que a Vogelsong le "robaron" el premio. |
| 2012 | Buster Posey      | | San Francisco Giants  | Receptor/Primera base    | Posey sufrió una fractura de peroné y un desgarro de ligamentos en el tobillo luego de una colisión en el plato con el jardinero de los Marlins de Florida Scott Cousins el 25 de mayo de 2011. Se sometió a una cirugía para reparar el daño y no jugó en absoluto durante el resto de la temporada 2011. En 2012, Posey volvió a ganar el título de bateo de la Liga Nacional con un promedio de .336 y también conectó 24 jonrones con 103 carreras impulsadas mientras dividía el tiempo entre la receptoría y la primera base para los Giants, campeones de la Serie Mundial de 2012. Además de ser nombrado como Regreso del Año, también fue nombrado Jugador Más Valioso de la Liga Nacional después del final de la temporada 2012.                                                   |
| 2013 | Francisco Liriano | | Pittsburgh Pirates    | Lanzador abridor         | En 2012, Liriano tuvo un pobre desempeño con los Mellizos de Minnesota, registrando una efectividad de 5.31 para el equipo. En julio, fue cambiado a los Medias Blancas de Chicago, donde continuó decepcionando. Finalmente fue removido de la rotación de titulares del equipo en septiembre. Después de unirse a los Piratas en la temporada baja, en 2013, Liriano tuvo una de sus mejores temporadas, terminando con efectividad de 3.02, récord de 16-8 y 163 ponches en 161 entradas lanzadas, lo que ayudó a Pittsburgh a llegar a la postemporada por primera vez desde 1992. Habiendo ganado previamente el premio con los Mellizos en 2010, Liriano se convirtió en el primer jugador en ganar el premio dos veces, así como en el único jugador que ganó el premio en ambas ligas. |
| 2014 | Casey McGehee     | | Miami Marlins         | Tercera base             | McGehee jugó con cuatro equipos de Grandes Ligas de 2008 a 2012 y en Japón en 2013. Se estableció como un habitual en 2014, jugando 160 juegos para los Marlins y registrando un promedio de bateo de .287. |
| 2015 | Matt Harvey       | | New York Mets         | Lanzador abridor         | Harvey inició el Juego de Estrellas de 2013 para la Liga Nacional, pero se perdió toda la temporada 2014 después de someterse a una cirugía de Tommy John en el codo de lanzar. Regresó en 2015 para hacer 29 aperturas para los Mets campeones de la Liga Nacional, con marca de 13–8 y 188 ponches. Su efectividad de 2.71 fue buena para el sexto lugar de la liga. |
| 2016 | Anthony Rendon    | | Washington Nationals  | Tercera base             | En 2014, Rendon terminó quinto en la votación al Jugador Más Valioso de la Liga Nacional con .287/.351/.473 con 39 dobles, 21 jonrones y 83 carreras impulsadas. En 2015, Rendon bateó solo .264/.344/.363 con 16 dobles, cinco jonrones y 25 carreras impulsadas en solo 355 apariciones en el plato, lidiando con una lesión de rodilla. Sin embargo, Rendon se mantuvo saludable en 2017 y bateó .270/.348/.450 con 38 dobles, 20 jonrones y 85 carreras impulsadas. |
| 2017 | Greg Holland      | | Colorado Rockies      | Lanzador relevista       | Después de perderse todo el 2016 recuperándose de la cirugía Tommy John, Holland logró 41 salvamentos en 2017, empatado en el liderato de la Liga Nacional y ayudando a los Rockies a llegar a la postemporada. |
| 2018 | Jonny Venters     | | Atlanta Braves        | Lanzador relevista       | Venters no había jugado en MLB desde 2012, y posteriormente tuvo que someterse a una cirugía de Tommy John por segunda y tercera vez; en 2018, tuvo marca de 5-2 con tres salvamentos y una efectividad de 3.67. |
| 2019 | Josh Donaldson    | | Atlanta Braves        | Tercera base             | En 2018, Donaldson jugó solo 52 juegos debido a lesiones. Regresó en 2019 para conectar 37 jonrones y registrar 94 carreras impulsadas, lo que ayudó a llevar a los Bravos al título de la División Este de la Liga Nacional. |
| 2020 | Daniel Bard       | | Colorado Rockies      | Lanzador relevista       | Bard lanzó por última vez en las mayores en la temporada 2013 y se retiró en 2017. Completó su intento de regreso al formar parte de la lista del día inaugural y terminó la temporada con un récord de 4-2 con seis salvamentos y una efectividad de 3.65 en 24 3⁄2 entradas. |
| 2021 | Buster Posey      | | San Francisco Giants  | Catcher                  | Posey ganó los honores de Jugador Regreso de la Liga Nacional después de optar por no participar en la temporada 2020 abreviada. A pesar de ganar el premio y también de haber sido incluido en el segundo equipo All-MLB, Posey decidió retirarse después de la temporada 2021 para pasar más tiempo con su familia. |
| 2022 | Albert Pujols     | | St. Louis Cardinals   | Bateador designado       | Después de ser designado para asignación por Los Angeles Angels en 2021 y entrar en su última temporada a los 42 años, Pujols hizo retroceder el reloj al conectar 24 jonrones, 18 de los cuales llegaron en la segunda mitad de la temporada, y registrar un OPS de .895. con los Cardenales. Pujols también se convirtió en el cuarto jugador en la historia de las Grandes Ligas en conectar 700 jonrones en su carrera. |
| 2023 | Cody Bellinger    | | Chicago Cubs          | Jardinero / Primera base | Después de ganar el MVP de la Liga Nacional de 2019 para Los Ángeles Dodgers, Bellinger luchó durante los últimos tres años y los Dodgers no le ofrecieron su contrato, convirtiéndolo en agente libre. Al firmar con los Cachorros en 2023, terminó la temporada con una línea de .307/.356/.525, 26 jonrones y 97 carreras impulsadas. |